# Popeye (arkadspel)
Popeye (ポパイ Popai?) är ursprungligen ett arkadspel utvecklat och utgivet av Nintendo 1982, och baserat på berättelserna om seriefiguren Karl-Alfred. Spelet porterades även till flera olika hemkonsoler.

## Handling
Den elake Brutus har kidnappat Karl-Alfreds Olivia, och Karl-Alfred skall rädda henne. Karl-Alfred skall akta sig för Brutus, men om han äter spenat som finns utplacerad i burkar som så kallade power ups kan han knocka Brutus.

### Fotnoter
1. 1 2 3 4  ”Popeye”. NES DB. 28 februari 1983. Arkiverad från originalet den 26 april 2014. https://web.archive.org/web/20140426234242/http://www.nesdb.se/game_more.php?id=1160&rid=3. Läst 26 april 2014.